# Révész Pál
Révész Pál (Budapest, 1934. június 6. – 2022. november 14.) magyar matematikus, egyetemi tanár, a Magyar Tudományos Akadémia rendes tagja. Fő kutatási területei a valószínűségszámítás és a matematikai statisztika. Jelentősek az eredményei a valószínűség-elmélet területén. 1995–1997 között a Bolyai János Matematikai Társulat elnöke.

## Életpályája
Révész Márk műszaki kereskedő és Deutschlander Olga (1897–1989) fiaként született. 1952-ben érettségizett, majd beiratkozott az Eötvös Loránd Tudományegyetem Természettudományi Kar alkalmazott matematikus szakára, ahol 1957-ben szerzett diplomát. Diplomájának megszerzése után az egyetem valószínűségszámítási tanszékén kapott állást, itt adjunktusként dolgozott. 1964-ben átment az MTA Matematikai Kutatóintézetbe, ahol tudományos munkatársi beosztásban kezdett el dolgozni. Tudományos munkásságának jelentős részét itt végezte. 1985-ben másodállásban a Bécsi Műszaki Egyetemen kapott egyetemi tanári kinevezést. 1987-ben távozott a kutatóintézettől, amikor a Budapesti Műszaki Egyetem Matematikai Intézetén kapott egyetemi tanári kinevezést. Bécsben a statisztikai és valószínűségszámítási tanszéket is vezette, innen 1997-ben vonult nyugdíjba. A BME Matematikai Intézetében 1995-ig oktatott. A Carleton Egyetem és a Szegedi Tudományegyetem címzetes egyetemi tanárává fogadta.
1963-ban védte meg a matematikai tudomány kandidátusi, 1969-ben akadémiai doktori értekezését. Az MTA Matematikai Bizottságának lett tagja. 1982-ben a Magyar Tudományos Akadémia levelező, 1987-ben pedig rendes tagjává választották meg. 1999–2005 között a Matematikai osztály elnökhelyettese volt. Eközben a Nemzetközi Kapcsolatok Bizottságában is dolgozott. 1989-ben a londoni Európai Akadémia is felvette tagjai sorába, 1994–1997 között a Matematikai Osztály elnöke volt. Akadémiai tisztségei mellett több tudományos társaság vezetésében is közreműködött: 1983–1985-ben a  Nemzetközi Statisztikai Intézet Bernoulli Társaságának elnöke volt. 1995–1997 között a Bolyai János Matematikai Társulat megbízott elnöki tisztét töltötte be.

## Munkássága
Fő kutatási területei a valószínűségszámítás és a matematikai statisztika.
Jelentősek a sztochasztikus folyamatok úgynevezett erős approximációjával, valamint a valószínűség-sűrűségfüggvény becslésével kapcsolatos eredményei. Emellett a sztochasztikus approximáció módszerének statisztikai alkalmazásaival is foglalkozik. A regressziós függvény becslésére sikerült elsőként olyan módszert adnia, amely a függvény valamennyi pontjának egyidejű becslésére alkalmas.

## Díjai, elismerései
- Állami Díj (1978) – A valószínűségszámításban, különösen a sztochasztikus folyamatok elméletében s ennek gyakorlati alkalmazásában elért eredményeiért.

## Főbb publikációi
- The Laws of Large Numbers (1970)
- Strong Approximation in Probability and Statistics (Csörgő Miklóssal, 1981)
- Mennyire véletlen a véletlen (akadémiai székfoglaló, 1984)
- Véletlen bolyongás véletlen közegben (1987)
- Random Walks in Random and Non-Random Environments (1990, harmadik kiadás 2013)
- Random Walks of Infinitely Many Particles (1994)